# Liste der Grafen von Nantes
Grafen von Nantes waren:
(Siehe auch: Grafschaft Nantes)

## Fränkische Grafen (Widonen)
- Gudio (Wido), † 802/814, Markgraf der Bretonischen Mark
- Lambert I., † 834, dessen Sohn, 818/830 Graf von Nantes, Markgraf der Bretonischen Mark
- Richwin, † 841, Graf von Nantes
- Renaud, X 843, Graf von Herbauges, 841 Graf von Nantes
- Lambert II., X 852, Sohn von Lambert I., Graf von Nantes, Markgraf der Bretonischen Mark
- Amaury, 846 von Karl dem Kahlen eingesetzt

## Bretonische Grafen (Haus Rennes)
- Erispoë, † 857, 851 Herzog von Bretagne
- Salomon, † 874, dessen Vetter, 857 Herzog von Bretagne
- Pasquitan, dessen Schwiegersohn, 874/876–877 Herzog von Bretagne
- Alain I., † 907, dessen Bruder, 877 Herzog von Bretagne

## Erstes Haus Anjou
- Fulko I., † 941, Graf von Anjou, als Graf von Nantes anerkannt bis zur Eroberung des Landes durch Alain II.

## Wikinger
- Ottar und Hroald, 914–919
- Rognväld, 919–um 930
- Incon (Håkon oder Inge), um 930–937

## Haus Cornouaille
- Alain II. Barbetorte, † 952, Enkel von Alain I.
- Drogo, dessen Sohn
- Fulko II., Sohn Fulkos I., † 958
- Hoël I., † 981, unehelicher Sohn Alains II.
- Guérech, † 988, unehelicher Sohn Alains II.
- Alain, † 990, Sohn Gérechs
- Conan I. le Tort, † 992, 990 Graf von Nantes
- Aimery III. Vizegraf von Thouars, 992–994 Graf von Nantes
- Judicael, † 1004, Sohn Hoels
- Budic, Sohn Judiacaels, 1004–1038 Graf von Nantes
- Mathias I., Sohn Budics, 1038–1051 Graf von Nantes
- Judith, Tochter Judicaels, 1051–1063 Titulargräfin von Nantes
- Hoel de Cornouaille, Sohn Judiths, 1063–1084 Graf von Nantes,
- Mathias II., Sohn Hoels von Cornouaille, 1084–1103 Graf von Nantes
- Alain IV. Fergent, † 1119, 1103–1112 Graf von Nantes
- Conan III. der Dicke, † 1148, 1112 Graf von Nantes
- Hoel III., † 1156, 1148 Graf von Nantes

## Plantagenet
- Geoffroy Plantagenet, † 1158, 1156 Graf von Nantes
- Conan IV., † 1171, 1158-September 1158 Graf von Nantes
- Heinrich II. von England, † 1189, dessen Bruder September 1158–1185 Graf von Nantes
- Geoffroy II., † 1186, Sohn Heinrichs II., 1185 Graf von Nantes
- Constance, † 1201, dessen Ehefrau, Tochter Conans IV. von Bretagne 1185–1201 Gräfin von Nantes
- Arthur I., † 1203, deren Sohn, 1196 Graf von Nantes